# グロトン (コネチカット州)

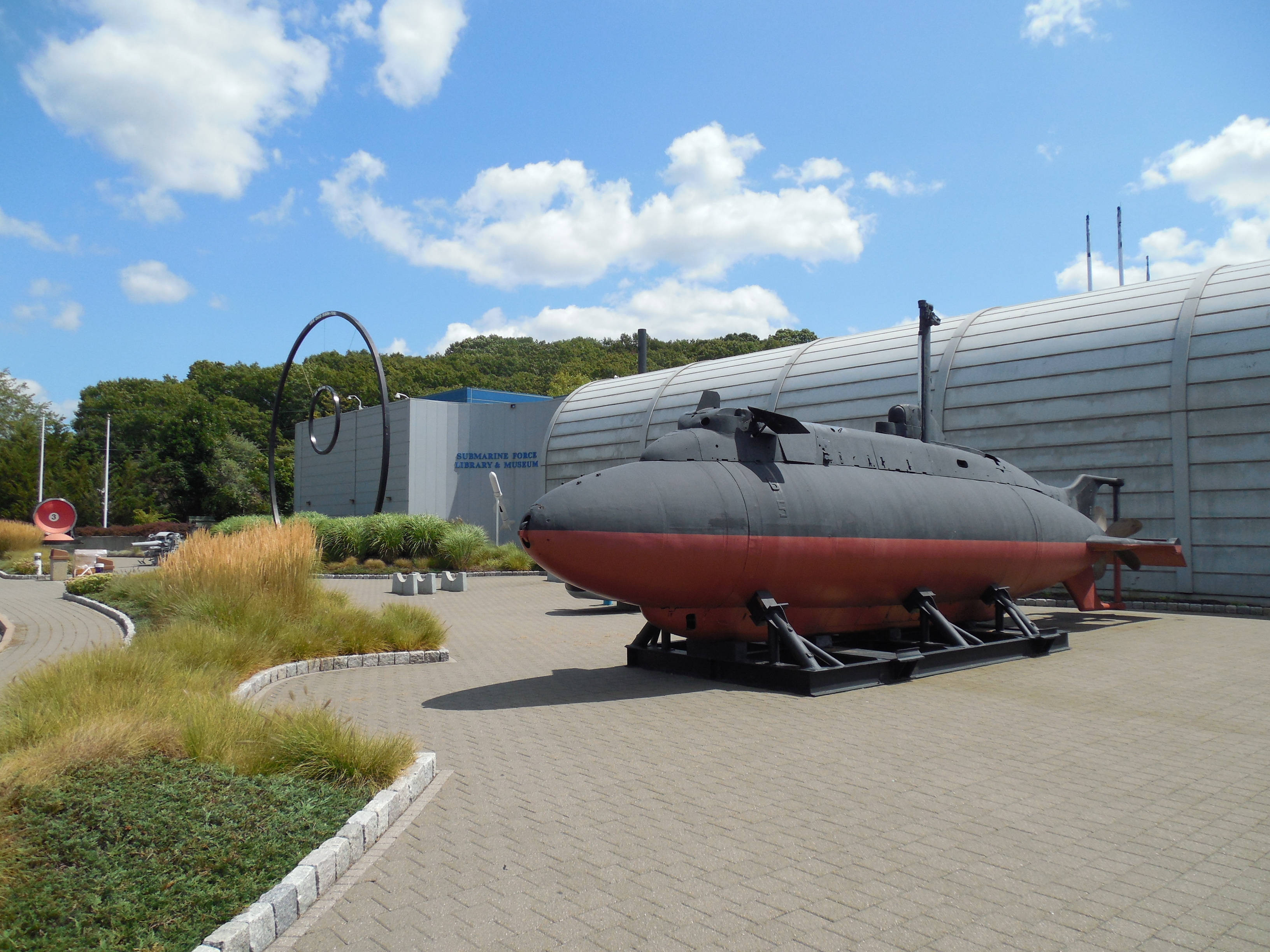

グロトン（Groton）は、アメリカ合衆国コネチカット州のニューロンドン郡にある町。人口は3万8400人（2020年） 。 テムズ川に面している。
グロトンは、アメリカ海軍の潜水艦の大半を製造するエレクトリック・ボート社の所在地であり、ニューロンドン海軍潜水艦基地の所在地である。また、世界最大の製薬会社であるファイザーの工場が所在する。グロトンのエーヴリー・ポイント地区はコネチカット大学の地方キャンパスの拠点である。